# 1838
1838 (MDCCCXXXVIII) fue un año común comenzado en lunes según el calendario gregoriano.

## Acontecimientos

### Enero
- 10 de enero en Gran Bretaña, un fuego destruyó la Lloyd’s Coffee House y la Royal Exchange en Londres.[1]
- 11 de enero: enfrentamiento naval entre Chile y Perú ante Islay. La escuadra peruana pudo eludir la superioridad chilena, pero su corbeta Confederación fue capturada por los chilenos.[2]
- 21 de enero: el mercante ruso Neverov registró la menor temperatura en la Tierra hasta ese momento, indicando -60 °C en la ciudad de Yakutsk, capital de la República de Sajá, en Rusia, a 450 km del círculo polar ártico.[3][4]
- 23 de enero: Un terremoto de 7,5 sacude el distrito rumano de Vrancea causando daños en Moldavia y en la región de Valaquia, matando a 73 personas.
- 26 de enero: el estado de Tennessee adoptó la primera ley de prohibición del alcohol en Estados Unidos de América.[5]
- 26 de enero: en Australia, ocurre la Masacre de Waterloo Creek por parte de la Policía Montada de Nueva Gales del Sur.
- Enero: levantamiento de los drusos (musulmanes heterodoxos) en Siria contra Ibrahim Pachá y enfrentamiento con las tropas egipcias del Imperio Otomano. Utilización por estos de soldados cristianos para enfrentarse a los drusos.[6]

### Febrero
- 2 de febrero: En Centroamérica Los Altos (en el suroeste de Guatemala) declara su independencia. Este nuevo país reagrupaba a 3 departamentos guatemaltecos con una mayoría indígena y una minoría criolla dominante. Se mantuvo independiente hasta el 25 de enero de 1840.[7]
- 6 de febrero: En Sudáfrica empieza la guerra entre zulúes y bóeres. El jefe bóer Piet Retief y 69 de sus compañeros son asesinados por los guerreros zulúes (6 de febrero) al ir a firmar los acuerdos de paz desarmados en el poblado de Dingane (Natal). Posteriormente (el 16 de febrero) masacran a entre 500 y 1000 colonos en sus tierras.[8]
- 16 de febrero: El estado de Kentucky adopta la primera ley de sufragio femenino activo, que permitía el derecho de voto a las mujeres, bajo ciertas condiciones, en las escuelas en las que tuviesen hijos inscritos en las mismas.[9]
- 17 de febrero: El explorador francés Antoine Thomson d'Abbadie, de padre español y madre irlandesa, explora y cartografía el país de Abisinia, actual Etiopía, desde 1838 hasta 1848, con la ayuda de su hermano Arnaud.[10]

### Marzo
- 10 de marzo y 16 de julio: Los Países Bajos renuevan el Tratado de paz de 1769 con los Matawai de Surinam. Anteriormente lo habían hecho con los Ndyuka en 1837, y con los Saramaka en 1835.[11]
- 13 de marzo: En Hungría, inundaciones catastróficas del río Danubio en Pest del 13 al 18 de marzo, con un máximo el día 15. El agua subió hasta 9 m de altura sobre su nivel normal. La riada destruye la mitad de la ciudad. Más de 150 personas mueren, y el resto de naciones europeas se ofrecen a ayudarles.[12]
- 24 de marzo: En Turquía, creación del Consejo de la Sublime Puerta en el Imperio Otomano, para examinar las propuestas de ley. Se reagrupan los servicios financieros, y se crean los Ministerios de Asuntos Exteriores, de Comercio y de Obras Públicas. A partir de agosto se firman tratados comerciales con el Reino Unido, y posteriormente con Francia.[13]
- 28 de marzo: Una flota francesa inicia el Bloqueo francés al Río de la Plata contra la Confederación Argentina (hasta el 29 de octubre de 1840), por su negativa a concederle la cláusula de nación favorecida, como ya tenía Gran Bretaña, que evitase que los franceses residentes en su territorio fuesen llamados a las armas.[14]

### Abril
- 4 de abril: La Reina María II de Portugal firma una constitución liberal, elaborada por Cortes Constituyentes, después de varias tentativas de golpe de Estado. El texto fue impuesto por el político Sá da Bandeira y establece el bicameralismo, mantiene la separación de poderes y el derecho de veto absoluto del rey. Se toman medidas para hacer la enseñanza primaria gratuita, y para promover la enseñanza de la medicina y de las ciencias.[15][16]
- 4 de abril: El barco de vapor SS Sirius hace la travesía de Cork (Irlanda) hasta Nueva York en 18 días, con 40 pasajeros a bordo, llegando el 22 de abril.[17]
- 8 de abril: Se inaugura un servicio transatlántico en barco de vapor, el SS Great Western, de otra Compañía que el SS Sirius, desde Inglaterra (Bristol) a Nueva York en quince días de travesía, del 8 al 23 de abril.[18]
- 8 de abril: en los suburbios del este de Calcuta (India) un tornado dejó una huella de 26 km (en 2,5 h); su lentitud lo hizo más destructivo, deja 215 víctimas fatales. En la cercana localidad de Dum-Dum cayó granizo de 1,59 kg de peso.[19]
- 16 de abril: Con el bloqueo naval del puerto de Veracruz por buques franceses, comienza la guerra de los Pasteles, conflicto bélico entre Francia y México, que duró menos de un año. Las causas fueron las reclamaciones de ciudadanos franceses ante las pérdidas por la inestabilidad política, y el impago de la deuda externa.[20]
- 24 de abril: En Sudáfrica, el ejército zulú barre el asentamiento de colonos blancos en Port Natal y lo saquean durante nueve días.[21]
- 25 de abril: En Antioquia (Colombia) se fundó el municipio de Amalfi por el sacerdote Juan José Rojas y mineros de otras poblaciones antioqueñas.[22]
- 27 de abril: El fuego destruye la mitad de Charleston, SC, en Estados Unidos. Unos 1000 edificios fueron dañados, y se perdieron varias vidas humanas. La reacción llevó a un despertar cultural de esta ciudad en los siguientes años.[23]
- 30 de abril: Nicaragua declara su independencia de la República Federal de Centro América.[24]

### Mayo
- Mayo: The People’s Charter es publicada en el Reino Unido, en el que se pedía el sufragio universal.[25] Los cartistas (primer movimiento político obrero luchando contra la corrupción política y por la democracia) realizan manifestaciones y huelgas (Birminghan, Newport).
- 12 de mayo de 1838: se funda el Municipio de Ceiba, en la parte oriental de la isla de Puerto Rico.
- 16 de mayo: Los pioneros bóeres anexan Port Natal a la República de Natalia en Sudáfrica.[21]
- 25 de mayo: la región de Aguas Claras (Puerto Rico) pasa a ser el municipio de Aguas Buenas.
- 25 de mayo: el rey de España emite una «real orden» prohibiendo la venta y distribución en España de la Biblia de Barrow.
- 26 de mayo: Los propietarios de plantaciones del sur de Estados Unidos, liderados por Andrew Jackson, consiguen legalmente el desplazamiento de los indios de las Smokey Mountains a reservas en el oeste, del otro lado del río Misisipi. Forzados por el ejército de Estados Unidos, unos 12000 indios Cheroqui agrupados en 13 grupos, siguen el Sendero de Lágrimas (Trail of Tears) en un viaje al oeste de 800 millas y 116 días, hacia Oklahoma, en el que murieron 4000 Cherokees por tifus, disentería, cólera y hambre.[26]
- Mayo: En México, el capitán mestizo Santiago Iman se rebela contra el centralismo en Tizimín, y en apoyo del sistema federal. Aunque fue derrotado, esto es el germen del movimiento independentista en el Yucatán (ver 1841).[27]

### Junio
- 10 de junio: En Australia se produce la masacre de Myall Creek, en la que 28 aborígenes desarmados fueron asesinados por 11 colonos, en Nueva Gales del Sur. Por primera vez, los asesinos son detenidos, juzgados y siete de ellos colgados por orden de la corona. El juicio fue una excepción, y los abusos continuaron.[28]
- 19 de junio: Tropas británicas ocupan la isla iraní de Jark, en el golfo Pérsico como medida de presión frente al asedio de la ciudad independiente de Herat en Afganistán.[29]
- 20 de junio: Lectura en la Cámara de los Comunes en Londres de un proyecto para organizar la colonización de Nueva Zelanda por el Reino Unido, ante la multiplicación de las guerras sangrientas con los maoríes.[30]
- 20 a 22 de junio: Batalla de Peñacerrada en la primera guerra carlista. Los liberales del general Espartero derrotan a los carlistas.[31]
- 22 de junio: Tropas iraníes lanzan un ataque infructuoso sobre la ciudad independiente de Herat en Afganistán.[29]
- 28 de junio: Coronación de la Reina Victoria del Reino Unido de 19 años en la Abadía de Westminster (hasta 1901), después de la muerte de su tío el rey Guillermo IV.[32] Por la Ley Sálica, el reino de Hannover pasa a su tío el duque de Cumberland (Ernesto Augusto I), y se pone fin a la unión personal entre Gran Bretaña y Hannover, que existía desde 1714.
- junio: En Estados Unidos, un terremoto de 7,2 abre una enorme ruptura en la falla de San Andrés de 100 kilómetros en California, desde San Francisco a Santa Clara.[33]

### Julio
- 4 de julio: Después de varios enfrentamientos armados, derrota de los drusos (620 muertos) en la batalla en Wadi Bakka frente a las tropas egipcias del Imperio Otomano.[6]
- 4 de julio: En Estados Unidos se crea el Territorio de Iowa (hasta 1846), según el decreto firmado por el presidente Martin Van Buren el 12 de junio, que comprendía los actuales Estados de Iowa, parte de Minnesota y parte de Dakota del Norte y Dakota del Sur, con Burlington como capital, hasta que Iowa City la reemplazó en 1841.[34]
- 5 de julio: En el antiguo Líbano, los drusos ocupan Safed y saquean el barrio judío. Huyen ante la llegada de las tropas egipcias de Ibrahim Pachá.[35]
- 6 de julio: Algunos miles de cristianos maronitas armados por los Egipcios, rechazan a las tribus drusas, sostenidas por los otomanos, los británicos y los rusos. Comienzo del conflicto entre cristianos y Drusos en el Líbano.[36]
- 16 de julio: en Santo Domingo (República Dominicana) se crea la Sociedad Secreta La Trinitaria.
- 16 de julio: En Afganistán, se firma un Tratado tripartito entre el maharajá y fundador del reino sij del Punyab, Ranjit Singh, que controla Cachemira, el heredero del trono afgano, Shuja Shah, y Lord Auckland de la Compañía inglesa de las Indias Orientales, para restaurar en el trono de Afaganistán a Shuja Shah y parar la influencia creciente de los rusos y los persas en la región.[37]
- 19 de julio: Decreto imperial en China condenando a muerte a las personas implicadas en la producción, transporte, venta o consumo de opio. Cuarenta mil cajas de opio (57% de las importaciones chinas), son desembarcadas clandestinamente por los británicos.[38]
- 23 de julio: Firma de un Acuerdo entre los drusos y las tropas del Imperio Otomano de Ibrahim Pachá, para terminar el enfrentamiento entre ambos.[6]
- 30 de julio: La Convención Monetaria de Dresde permite a Alemania avanzar en la unidad monetaria, adoptando el thaler prusiano de los estados del norte o el gulden de los estados del sur, pero estableciendo la paridad entre las dos monedas.[39]
- 31 de julio: Se firma la Ley de los Pobres o de los Indigentes (The Irish Poor Law Act) en Irlanda, para adjudicar una ayuda financiera a los más pobres, ley que existía en Gran Bretaña desde 1834.[40]
- 31 de julio: Emancipación completa de la esclavitud en Jamaica, ya que aunque el 1 de agosto de 1833 entró en vigor la Ley de Abolición de la Esclavitud en el Imperio británico, los esclavos mayores de 6 años continuaban trabajando sin sueldo.[41]

### Agosto
- 18 de agosto: El marino y explorador Teniente Charles Wilkes parte de Virginia el 18 de agosto conduciendo una expedición de 6 navíos de la US Navy en una misión de 3 años para explorar los mares del sur, y que probó que la Antártida era un continente (19 de enero de 1840).[42]

### Septiembre
- 9 de septiembre: Las tropas iraníes abandonan el sitio de la ciudad independiente de Herat en Afganistán, por las presiones y amenazas británicas.[29]
- 11 de septiembre: en la localidad de Álamos (México) el diputado Antonio Almada y Alvarado se somete a la presidencia de Anastasio Bustamante.
- 18 de septiembre: Se funda en Mánchester una asociación (Anti-Corn Law League) para presionar a favor del libre comercio, por el liberal y radical hombre de estado Richard Cobden.[43]

### Octubre
- 1 de octubre: En el marco de la primera Guerra Carlista en España, la Batalla de Maella (Zaragoza) fue favorable a los carlistas del general Cabrera frente a los liberales del general Pardiñas, que perdieron una de sus mejores Divisiones.[44]
- 1 de octubre: Lord Auckland, hace público el Manifiesto de Simla en el que declaraba la guerra y se anunciaba la intención de reponer a Shuja Shah en el trono de Afganistán por la fuerza. Comienzo de la primera guerra anglo-afgana (1839-1842). El gobernador general de la India Británica envía a Kabul a un ejército para proteger los intereses británicos de la creciente influencia rusa.[37]
- 5 de octubre: Se produce la masacre de Killough en el este de Texas, por el ataque de una banda hostil de indios que mataron a 18 colonos blancos. Fue el mayor y último ataque de este tipo en esta zona de Estados Unidos.[45]
- 15 de octubre: Visita a Sudán desde el 15 de octubre hasta el 14 de marzo del 39, del vice-Rey de Egipto Mehmet Ali, tras una reorganización de la provincia. Allí anunció la abolición del mercado de esclavos y lanzó campañas de búsqueda de minas de oro.[46]
- 24 de octubre: En Uruguay, el presidente Manuel Oribe de los blancos (conservadores) es depuesto el 24 de octubre, y Fructuoso Rivera de los colorados (liberales) toma el poder.[47]
- 25 de octubre: En los Estados Pontificios, los franceses evacuan Ancona, y los austríacos evacuan Bolonia, ocupadas ambas desde 1832. Fin de la crisis de Italia.[48][49]
- 27 de octubre: En EE. UU., el gobernador de Misuri declara a los Mormones enemigos del estado, pidiendo su exterminio, y forzando a unos 10 000 a exiliarse a Illinois. Esto terminó la Guerra mormona entre los Mormones y los no Mormones en Misuri, que había comenzado en agosto de ese año entre ambas partes.[50]

### Noviembre
- 3 de noviembre: Comienza una expedición francesa por la cañonera La Malouine para explorar las relaciones comerciales entre Senegal y Gambia, llegando hasta Costa de Marfil, y firmando pactos con las tribus locales para ponerlos bajo la autoridad de Luis-Felipe I de Francia.[51]
- 5 de noviembre: Honduras declara su independencia de la República Federal de Centro América.[52]
- 10 de noviembre: Fin de la rebelión de los Patriotas en Canadá, tras las batallas de Lacolle (el 7 de noviembre) y de Odelltown (el 9 de noviembre) entre los republicanos del Bajo Canadá (Quebec) y el Reino Unido, con victorias de estos últimos.[53]
- 12 de noviembre: Se promulga la Constitución Política de Nicaragua, que da comienzo a la vida republicana, y en la que se erradica la esclavitud.[54]
- 14 de noviembre: Costa Rica declara su independencia de la República Federal de Centro América.[52]
- 27 de noviembre: En el marco de la guerra de los Pasteles, tiene lugar el único enfrentamiento bélico, con la batalla de San Juan de Ulúa, con la toma de esta fortaleza (1 km por delante de Veracruz), por la Armada francesa, y el posterior desembarco en Veracruz de los franceses el 5 de diciembre.[55]
- 28 de noviembre: en Cádiz (España) se dan por finalizadas las obras de construcción de la Catedral.
- 29 de noviembre: La isla Pitcairn en medio del Océano Pacífico, se convierte en la primera colonia británica en el Pacífico. Las mujeres de Pitcairn son las primeras en el mundo en conseguir y mantener el derecho de voto.[56][57]

### Diciembre
- 4 de diciembre: Un regimiento británico llega a Port Natal en Sudáfrica para ocuparlo (durante un año), y construye Fort Victoria.[21]
- 16 de diciembre: En Sudáfrica, en la provincia de KwaZulu-Natal, junto al río Ncome, 460 bóeres blancos y sus criados negros, dirigidos por su jefe Andreas Pretorius, forman un conjunto defensivo y repelen el ataque de unos 10 000 guerreros zulúes. El río quedó inundado de unos 3000 cadáveres, y pasó a llamarse Blood River (Batalla del Río Sangriento). El Reino Zulú se convierte en un protectorado bóer.[8]

### Fecha desconocida
- Mzilikazi, antiguo general del Rey zulú Shaka, se separa de este y tras una larga marcha de 800 km, funda el Reino Matabele de Zimbabue o Ndebele del norte, con capital en Gibixhegu, y tras haber asesinado a traición a sus principales lugartenientes, la traslada a Inyati, manteniendo las características del reino Zulú. A su muerte en 1868, fue reemplazado por su hijo Lobengula, y el reino se mantuvo hasta 1888 en que se convirtió en un protectorado británico.[58]
- Aunque la esclavitud fue abolida oficialmente en el Imperio británico desde 1834, los esclavos tenían que trabajar sin paga para sus antiguos propietarios. En 1838, unos 700.000 esclavos fueron liberados en las islas Caribes británicas. Los propietarios de las plantaciones recibieron una compensación de 20 millones de libras por sus pérdidas.[59]
- El inglés Gideon Barr toma prestado dinero para comprar un barco armado y viajar hasta Borneo (llamado Kalimantaan por los nativos). Allí deshizo una rebelión contra el sultán de Brunéi, y como recompensa se convirtió en el Raja de ese territorio.[60]
- Hasan Ali Shah, jefe de la secta ismaelita nizarí del chiismo, que había sido nombrado Aga Khan I en 1818 por el Shah de Persia, se rebela contra este y al ser derrotado huye a la India.[61]
- Ocupación del fuerte etíope de Métemma por los Egipcios, que lanzan ataques hacia Etiopía a partir de la aldea de Gallabat. Profanan las iglesias y la población de Gondar, una antigua capital imperial, se muestra atemorizada.[62]

## Arte y literatura
- 6 de agosto: La Royal Polytechnic Institution, predecesora de la Universidad de Westminster, y primer politécnico británico, abre sus puertas en Regent Street, Londres.[63]
- 3 de septiembre: La suiza Henriette d'Angeville se convierte en la primera mujer en escalar el Mont Blanc. Antes, en 1808, Marie Paradis había sido transportada hasta su cima, pero no lo había escalado ella misma.[64]
- 10 de septiembre: Estreno de la ópera en dos actos “Benvenuto Cellini” de H. Berlioz, en París, que fue un rotundo fracaso. No fue un éxito hasta 1852 en Weimar con una segunda versión.[65]
- 3 de noviembre: Fundación del periódico The Bombay Times and Journal of Commerce, que se convertirá en 1861 en The Times of India, que tiene la mayor circulación de diarios en inglés en el mundo (más de 3 millones de ejemplares diarios).[66]
- 8 de noviembre: Estreno del drama romántico de “Ruy Blas” de Víctor Hugo en el Théâtre de la Renaissance de París.[67]
- Fundación de la Universidad de Duke, inicialmente Brown's Schoolhouse, por Metodistas y Cuáqueros en la ciudad de Trinity (Carolina del Norte). Se trasladó a Durham (Carolina del Norte) en 1892. El cambio de nombre se realizó en 1924.[68]

## Ciencia y tecnología
- 11 de enero: Primera demostración en privado del uso del telégrafo inventado por Samuel Morse, usando el prototipo de telégrafo que había creado en 1835 y el código que lleva su nombre, en las instalaciones de Speedwell Ironworks, en Morristown (Nueva Jersey). El 8 de febrero hizo una demostración pública en el Franklin Institute de Filadelfia.[69]
- Las proteínas son descubiertas por un profesor neerlandés de Utrecht llamado Gerardus Johannes Mulder, que formuló la hipótesis de que estas sustancias estaban compuestas de carbono, oxígeno, hidrógeno y nitrógeno, a los que se añadían átomos de fósforo y azufre. El sueco Jöns Jacob Berzelius fue el primero en llamarlas proteínas en una carta que le dirigió el 10 de julio de 1838.[70]
- 19 de septiembre: Ephraim Morris patenta en EE. UU. un freno para los ferrocarriles.[71]
- Primeras medidas de las distancias a las estrellas. Friedrich Bessel, astrónomo alemán realiza la primera medida fiable de paralaje de una estrella (61 Cygni) desde el Observatorio de Königsberg (actual Kaliningrado), obteniendo una distancia de 10,9 años-luz. Friedrich Georg Wilhelm von Struve midió el paralaje de Vega (estrella) desde el Observatorio de Dorpat (actual Tartu), obteniendo una distancia de 25 años-luz. El escocés Thomas Henderson midió el paralaje de Alfa Centauri desde el Observatorio del Cabo de Buena Esperanza, obteniendo una distancia de 4,3 años-luz desde el Sol.[72]
- En Francia, Louis Daguerre inventa el daguerrotipo (1837-1838), una técnica fotográfica. La imagen se conseguía a partir de una capa sensible de nitrato de plata extendida sobre una base caliente de sal común y revelada con vapor de mercurio. En 1838 toma la primera fotografía de una persona viva (Boulevard du Temple), para un tiempo de exposición de 10 minutos.[73]
- Blainville describe por primera vez el cachalote pigmeo (Kogia breviceps).
- El alemán Theodor Schwann, basado en la investigación microscópica de Matthias Schleiden sobre las plantas, propone la teoría celular (los animales y las plantas están formados por células, que son independientes y están sujetas a la vida del organismo), que expuso en el libro Investigaciones microscópicas sobre la concordancia en la estructura y en el crecimiento de los animales y de las plantas en 1839.[74]
- El físico prusiano Moritz von Jacobi que trabajaba en San Petersburgo, inventa un proceso de galvanoplastia que permite depositar por electrólisis una capa de sales metálicas sobre en objeto que se desea reproducir. Esto dio origen a la escultura galvanoplástica.[75]

## Nacimientos

### Enero
- 4 de enero: General Tom Thumb, artista estadounidense con enanismo, famoso en los teatros (f. 1883).
- 5 de enero: Camille Jordan, matemático francés, que trabajó en la teoría de grupos (f. 1922).
- 6 de enero: Max Bruch, compositor y director de orquesta alemán, de época romántica (f. 1920).
- 6 de enero: José Joaquín Rodríguez Zeledón, presidente de Costa Rica de 1890 a 1894 (f. 1917).
- 16 de enero: Franz Brentano, filósofo y psicólogo alemán, creador de la escuela austríaca de la psicología del acto (f. 1917).
- 20 de enero: Julius Wiesner, fitosociólogo, botánico, geobotánico y taxónomo alemán (f. 1916).
- 23 de enero: Mariana Cope o Mariana de Molokai, religiosa franciscana terciaria estadounidense, que cuidó de los leprosos en Molokai desde 1888 (f. 1918).
- 26 de enero: Ignacio María González, político de la República Dominicana, presidente de la República en varias ocasiones, y fundador del extinto Partido Verde (f. 1915).
- 28 de enero: James Craig Watson, astrónomo canadiense, nacionalizado estadounidense (f. 1880).
- 29 de enero: Edward Morley, químico y físico estadounidense, que ayudó a verificar la existencia del éter (f. 1923).

### Febrero
- 2 de febrero: Juan José Jolly Kyle, químico escocés nacionalizado argentino, pionero de la Química argentina (f. 1922).
- 5 de febrero: Friedrich Konrad Beilstein, químico rusoalemán, fundador del Manual de Química Orgánica (f. 1906).
- 6 de febrero: Henry Irving, actor de teatro inglés de época victoriana, el primero en ser nombrado Caballero (f. 1905).
- 12 de febrero: Julius Dresser, estadounidense temprano líder del movimiento Nuevo Pensamiento. Con su mujer Annetta, apoyó el Sistema Quimby de Tratamiento Mental de Enfermedades (f. 1893).
- 14 de febrero: Valentine Cameron Prinsep, pintor británico de la Hermandad Prerrafaelista (f. 1904).
- 16 de febrero: Henry Adams, hombre de letras e historiador estadounidense (f. 1918).
- 16 de febrero: Aleksandr Veselovski, teórico literario ruso (f. 1906).
- 18 de febrero: Ernst Mach, físico y filósofo austríaco (f. 1916).
- 26 de febrero: Samuel Bing, marchante de arte alemán, nacionalizado francés, introductor del arte japonés en Occidente (f. 1905).

### Marzo
- 3 de marzo: George William Hill, astrónomo y matemático estadounidense (f. 1914).
- 6 de marzo: Szymon Winawer, ajedrecista polaco, que ganó el campeonato alemán en 1883 (f. 1920).
- 9 de marzo: Ludwig Gumplowicz, jurista, politólogo y sociólogo polaco (f. 1909).
- 11 de marzo: Ōkuma Shigenobu, político japonés, primer ministro en 1898, y de 1914 a 1918 (f. 1922).
- 12 de marzo: William Henry Perkin, químico británico que desarrolló los primeros tintes sintéticos (f. 1907).
- 12 de marzo: Florence Crauford Grove, montañero y autor inglés (f. 1902).
- 15 de marzo: Alice Cunningham Fletcher, etnóloga, antropóloga y científica social estadounidense (f. 1923).
- 18 de marzo: Sir William Randal Cremer, pacifista británico, premio Nobel de la Paz en 1903 (f. 1908).
- 21 de marzo: Pietro Tacchini, astrónomo italiano, cofundador de la Sociedad Espectroscópica Italiana (f. 1905).
- 26 de marzo: William Edward Hartpole Lecky, historiador irlandés (f. 1903).
- 28 de marzo: Jean-Paul Laurens, pintor, escultor e ilustrador francés, del estilo Academicismo (f. 1921).
- 29 de marzo: Eduardo de Martino, pintor italiano, que fue Pintor de Marina en Inglaterra (f. 1912).
- 29 de marzo: Louis André, ministro de Guerra francés de 1900 a 1904 (f. 1913).
- 31 de marzo: Léon Dierx, poeta francés parnasiano de la isla de Reunión (f. 1912).

### Abril
- 2 de abril: Léon Gambetta, político republicano francés, primer ministro de la Tercera República de Francia en 1881-82 (f. 1882).
- 4 de abril: Lawrence Barrett, actor de teatro estadounidense (f. 1891).
- 10 de abril: Nicolás Salmerón, político, abogado y filósofo español, presidente de la Primera República Española en 1873 durante 1,5 meses (f. 1908).
- 12 de abril: José Ruiz y Blasco, pintor y profesor de arte español, y padre de Pablo Ruiz Picasso (f. 1913).
- 14 de abril: John Thomas, fotógrafo galés de retratos y arquitectura religiosa (f. 1905).
- 16 de abril: Ernest Solvay, químico industrial belga, que desarrolló un método de producción de carbonato sódico (f. 1922).
- 18 de abril: Paul Émile Lecoq de Boisbaudran, químico francés, que descubrió el Galio, el Samario y el Disprosio (f. 1912).
- 19 de abril: August Allebé, pintor intimista y litógrafo neerlandés (f. 1927).
- 19 de abril: Antonio Carmona, el Gordito, torero español, famoso en la suerte de banderillas al quiebro (f. 1920).
- 21 de abril: John Muir, naturalista estadounidense de gran impacto en la sociedad de su época (f. 1914).
- 28 de abril: Tobias Michael Carel Asser, jurisconsulto neerlandés, ministro de Estado en 1904 y premio Nobel de la Paz en 1911 (f. 1913).
- 29 de abril: Elisa Zamacois, soprano, actriz y pianista española (f. 1915).

### Mayo
- 10 de mayo: John Wilkes Booth, actor estadounidense y asesino del presidente Abraham Lincoln en 1865 (f. 1865).
- 10 de mayo: James Bryce, historiador, político y escritor británico (f. 1922).
- 13 de mayo: Raffaello Giovagnoli, docente, periodista, escritor y político italiano (f. 1905).
- 15 de mayo: Nicolae Grigorescu, pintor rumano postimpresionista (f. 1907).
- 16 de mayo: Francesco Lojacono, pintor paisajista italiano (f. 1915).
- 20 de mayo: Jules Méline, político francés, primer ministro de Francia de 1896 a 1898 (f. 1925).
- 29 de mayo: François-Marie Firmin-Girard, pintor francés de la escuela Pintura del Realismo, especializado en escenas históricas, retratos y paisajes (f. 1921).
- 31 de mayo: Henry Sidgwick, filósofo utilitarista y economista inglés, primer presidente de la Society for Psychical Research (f. 1900).

### Junio
- 2 de junio: Alejandra de Oldemburgo, biznieta del zar Pablo I de Rusia (f. 1900).
- 4 de junio: John Grigg, astrónomo neozelandés, experto en localización de cometas (f. 1920).
- 6 de junio: Aleksandr Kiseliov, pintor paisajista ruso (f. 1911).
- 7 de junio: Ferdinand Stoliczka, paleontólogo y naturalista austríaco/checo (f. 1874).
- 8 de junio: Paolo Boselli, político italiano, primer ministro de Italia de 1916 a 1917 (f. 1932).
- 11 de junio: Mariano Fortuny, pintor, acuarelista y grabador español, del estilo Orientalismo (f. 1874).
- 14 de junio: Príncipe Yamagata Aritomo, mariscal de campo del Ejército Imperial Japonés, y dos veces primer ministro de Japón en 1889-91 y 1898-1900 (f. 1922).
- 18 de junio: Auberon Herbert, escritor, filósofo liberal y creador del voluntarismo (f. 1906).
- 18 de junio: Edward S. Morse, profesor estadounidense de biología que trabajó en la Universidad de Tokio (f. 1925).
- 22 de junio: George Marx, zoólogo estadounidense, nacido en Alemania, experto en los arácnidos (f. 1895).
- 24 de junio: Pedro Ruiz Gallo, militar e inventor peruano, precursor de la aeronáutica moderna (f. 1880).
- 24 de junio: Gustav von Schmoller, economista alemán y líder de la escuela historicista alemana de economía (f. 1917).
- 24 de junio: Jan Matejko, pintor polaco de pintura histórica, retratista y de pintura religiosa (f. 1893).
- 27 de junio: Paul Mauser, diseñador y fabricante de armas alemanas (f. 1914).
- 27 de junio: Bankim Chandra Chatterjee, poeta, novelista, ensayista y periodista bengalí (f. 1894).

### Julio
- 6 de julio: Vatroslav Jagic, estudioso croata de filología eslava (f. 1923).
- 7 de julio: Félix Napoleón Canevaro, almirante y político italiano de ascendencia peruana (f. 1926).
- 8 de julio: Ferdinand von Zeppelin, noble e inventor alemán, fundador de la compañía de dirigibles Zeppelin (f. 1917).
- 17 de julio: Juan Uña Gómez, pedagogo, abogado y político español (f. 1909).
- 19 de julio: Joel Asaph Allen, zoólogo y ornitólogo estadounidense (f. 1921).
- 20 de julio: Augustin Daly, dramaturgo estadounidense, que dirigió la compañía de teatro de Nueva York (f. 1899).
- 23 de julio: Édouard Colonne, director de orquesta francés que creó la Orquesta Colonne y los Conciertos Colonne (f. 1910).
- 29 de julio: Carlos de Isenburg-Büdingen, jefe de la mediatizada casa alemana de Isenburg-Büdingen (f. 1899).
- 29 de julio: Sultan Shah Jahan, gobernante (Begum) del estado principesco de Bhopal, en la India central, de 1844 a 1860, y de 1868 a 1901 (f. 1901).
- 30 de julio: Felipe de Wurtemberg, príncipe alemán, jefe de la rama católica que gobernó el Reino de Wurtemberg (f. 1917).

### Agosto
- 4 de agosto: Gustave Flourens, intelectual revolucionario francés (f. 1871).
- 24 de agosto: Felipe de Orleans, conde de París y pretendiente orleanista al trono de Francia (f. 1894).
- 29 de agosto: Charles Swinhoe, naturalista y lepidóptero inglés, que sirvió en el ejército británico en India, y fue uno de los fundadores de la Sociedad de Historia Natural de Bombay (f. 1923).

### Septiembre
- 2 de septiembre: Bhaktivinoda Thakur, religioso y escritor bengalí, figura importante en el movimiento religioso vaisnavas gaudiya (f. 1914).
- 2 de septiembre: Liliuokalani, última monarca del Reino de Hawái, de 1891 a 1893 (f. 1917).
- 2 de septiembre: Arnoldo Rèche, religioso católico francés, de los Hermanos de La Salle. Beato (f. 1890).
- 6 de septiembre: Duleep Singh, último Maharajá del Imperio Sij, siendo un niño (1843-45), y exiliado a Gran Bretaña a los 15 años (f. 1893).
- 8 de septiembre: Karl Weyprecht, marino y explorador alemán, que descubrió la Tierra de Francisco José en el Océano Glacial Ártico (f. 1881).
- 11 de septiembre: Adam Asnyk, poeta y dramaturgo polaco (f. 1897).
- 12 de septiembre: Arthur Auwers, astrónomo alemán, autor de un catálogo estelar unificado (f. 1915).
- 17 de septiembre: Valeriano Weyler, militar y político español, Gobernador de Filipinas y de Cuba, y ministro en varias ocasiones (f. 1930).
- 18 de septiembre: Anton Mauve, pintor neerlandés del movimiento de pintura realista (f. 1888).
- 23 de septiembre: Victoria Woodhull, líder del movimiento por el sufragio femenino en Estados Unidos (f. 1927).
- 27 de septiembre: Barón Yoshio Tanaka, zoólogo, botánico, horticultor y profesor japonés, padre de los museos de historia natural de Japón (f. 1916).
- 27 de septiembre: José Arechavaleta, naturalista, entomólogo, geólogo, botánico y profesor hispano-uruguayo (f. 1912).
- 28 de septiembre: Sai Baba de Shirdi, yogui, gurú y faquir indio, considerado un santo y la encarnación de Shiva (f. 1918).
- 29 de septiembre: Henry Hobson Richardson, arquitecto estadounidense, creador del estilo románico richardsoniano (f. 1886).

### Octubre
- 8 de octubre: John Milton Hay, político, escritor, historiador, periodista e hispanista estadounidense, Secretario de Estado de Estados Unidos de 1898 a 1905 (f. 1905).
- 9 de octubre: Walter Buller, abogado, naturalista y ornitólogo neozelandés (f. 1906).
- 10 de octubre: Oswald Schmiedeberg, médico farmacólogo báltico alemán (f. 1921).
- 10 de octubre: Michele Trefogli, arquitecto de origen suizo, que trabajó sobre todo en Perú (f. 1928).
- 18 de octubre: Alfred Fouillée, filósofo francés del Positivismo espiritualista (f. 1912).
- 25 de octubre: Georges Bizet, compositor francés, principalmente de óperas (f. 1875).
- 25 de octubre: James Maybrick, negociante de telas inglés, sospechoso de haber sido Jack el Destripador (f. 1889).
- 28 de octubre: Fredrik Idestam, ingeniero y empresario finés, fundador de la marca Nokia (f. 1916).
- 31 de octubre: Ludimar Hermann, fisiólogo y fonetista alemán (f. 1914).
- 31 de octubre: Luis I de Portugal, rey de Portugal entre 1861 y 1889 (f. 1889).

### Noviembre
- 2 de noviembre: Adalbert Merx, teólogo y orientalista alemán (f. 1909).
- 7 de noviembre: Auguste Villiers de l'Isle-Adam, escritor francés de poesía, teatro y narración, del movimiento del simbolismo (f. 1889).
- 8 de noviembre: Herculine Barbin, intersexual francés que se definió como mujer al nacer, y como varón después de un examen físico (f. 1868).
- 11 de noviembre: Eugène Lefébure, egiptólogo francés (f. 1908).
- 13 de noviembre: Joseph F. Smith, sexto presidente de la Iglesia de Jesucristo de los Santos de los Últimos Días (f. 1918).
- 22 de noviembre: Franz Hartmann, escritor teosófico alemán (f. 1912).
- 23 de noviembre: Stéfanos Skouloúdis, primer ministro de Grecia en 1916 (f. 1928).
- 26 de noviembre: John Alexander Reina Newlands, químico británico (f. 1898).
- 29 de noviembre: Giovanni Losi, misionero comboniano italiano (f. 1838).

### Diciembre
- 3 de diciembre: Cleveland Abbe, meteorólogo y astrónomo estadounidense (f. 1916).
- 3 de diciembre: Octavia Hill, reformadora social y pionera del trabajo social británica (f. 1912).
- 3 de diciembre: Luisa de Prusia, Princesa de Prusia por nacimiento, y Gran Duquesa de Baden-Baden por matrimonio (f. 1923).
- 4 de diciembre: Melesio Morales, compositor mexicano de óperas (f. 1908).
- 11 de diciembre: Emil Rathenau, industrial y empresario alemán, relacionado con la industria eléctrica europea (f. 1915).
- 12 de diciembre: Sherburne Wesley Burnham, astrónomo estadounidense, especializado en estrellas binarias (f. 1921).
- 13 de diciembre: Pierre Marie Alexis Millardet, botánico, pteridólogo y micólogo francés (f. 1902).
- 15 de diciembre: Gustav Neumann, ajedrecista, escritor y editor alemán (f. 1881).
- 17 de diciembre: Angelo Mariani, químico italo-francés (f. 1914).
- 18 de diciembre: Cesare Fracassini, pintor italiano de temas mitológicos o religiosos (f. 1868).
- 19 de diciembre: Khedrub Gyatso, undécimo dalái lama (f. 1856).
- 20 de diciembre: Edwin Abbott Abbott, profesor, escritor y teólogo inglés (f. 1926).
- 21 de diciembre: Wilhelm Maurenbrecher, historiador alemán (f. 1892).
- 22 de diciembre: Vladímir Markóvnikov, químico ruso, gran contribuidor de la química orgánica (f. 1904).
- 26 de diciembre: Clemens Winkler, químico alemán que descubrió el Germanio (f. 1904).
- 29 de diciembre: Walter Runeberg, escritor finlandés de habla sueca (f. 1920).
- 29 de diciembre: Raffaello Sernesi, pintor italiano de paisajes (f. 1866).
- 30 de diciembre: Émile Loubet, séptimo Presidente de la República Francesa, de 1899 a 1906 (f. 1929).
- 31 de diciembre: Jules Dalou, escultor francés (f. 1902).
- 31 de diciembre: Rudolf von Uechtritz, entomólogo y botánico alemán (f. 1886).

### Fecha desconocida
- Émile Deyrolle, naturalista, entomólogo y editor francés (f. 1917).
- James Eccles, montañero y geólogo inglés (f.1915).
- Angelo Lo Jacono, escritor y periodista italiano (f. 1898).
- Albert Marshman Palmer, director de teatro estadounidense (f. 1905).
- Horace Walker, montañero inglés (f. 1908).

## Fallecimientos

### Enero
- 3 de enero: Maximiliano de Sajonia, Príncipe heredero de Sajonia, que renunció a sus derechos sucesorios en 1830, a favor de su hijo (n. 1759).
- 5 de enero: Maria Cosway, artista italo-inglesa y teórica de la educación (n. 1760).
- 13 de enero: Ferdinand Ries, compositor alemán, amigo y alumno de Bach (n. 1784).
- 15 de enero: Edward Frederick Leitner, naturalista, médico y botánico estadounidense, de origen alemán (n. 1812).
- 28 de enero: Sophie von Dönhoff, dama de compañía alemana, bígama al casarse en 1790 con el rey Federico Guillermo II de Prusia, ya casado (n. 1768)
- 30 de enero: Osceola, destacado jefe Semínola en la guerra de los Everglades de Florida (n. 1804).
- 30 de enero: José Pimentel Montenegro, militar español de tinte absolutista, mariscal de campo carlista (n. 1786).

### Febrero
- 1 de febrero: Gregorio Salazar y Castro, gobernador de la República de El Salvador y vicepresidente de la Federación Centroamericana (n. 1773).
- 2 de febrero: Louis-François Beffara, escritor francés (n. 1751).
- 2 de febrero: José Casquete de Prado, obispo y diputado de las Cortes de Cádiz, que participó en la Constitución de 1812 (n. 1756).
- 3 de febrero: María Rivier, religiosa francesa, fundadora de la congregación de la Presentación de María (n. 1768).
- 6 de febrero: Piet Retief, líder trekboer sudafricano, asesinado por los zulúes (n. 1780).
- 7 de febrero: Maria Geertruida Snabilie, pintora neerlandesa especializada en flores (n. 1776).
- 17 de febrero: Nicolás Catalán (58), militar insurgente mexicano, de la independencia (n. 1780).
- 18 de febrero: Francisco Xavier Venegas, destacado militar español y virrey de Nueva España de 1810 a 1813 (n. 1754)
- 18 de febrero: Nicolas Brazier, compositor, poeta, goguettier y dramaturgo francés (n. 1783).
- 21 de febrero: Silvestre de Sacy, lingüista y orientalista francés (n. 1758).
- 28 de febrero: José Joaquín Calvo, general de brigada mexicano, gobernador de varios Estados de 1823 a 1838 (n. 1797).
- 28 de febrero: Heinrich Balthasar Wagnitz, teólogo alemán, predicador y reformador penitenciario (n. 1755).

### Marzo
- 1 de marzo: Johann Friedrich Adam, botánico ruso de origen alemán (n. 1780).
- 4 de marzo: José Simeón Cañas, presbítero y doctor que trabajó por la independencia de El Salvador y Centroamérica (n. 1767).
- 7 de marzo: Paine Wingate, predicador, estadista en el Congreso y el Senado USA y agricultor estadounidense (n. 1739).
- 8 de marzo: Stephen Decatur Miller, político estadounidense, gobernador de Carolina del Sur y senador (n. 1787).
- 10 de marzo: José Benito Monterroso, sacerdote católico y político de la Banda Oriental entre Argentina y Uruguay (n. 1780).
- 13 de marzo: Antonio Tallada y Romeu, jefe carlista y militar español (n. 1799).
- 16 de marzo: Nathaniel Bowditch, matemático americano, fundador de la navegación marítima moderna (n. 1773).
- 21 de marzo: George William Ramsay, noble británico, Gobernador de Antigua y Barbuda de 1816 a 1819 (n. 1771).
- 24 de marzo: Thomas Attwood, compositor y organista inglés (n. 1765).
- 26 de marzo: William Henry Ashley, comerciante de pieles pionero, empresario y político estadounidense (n. 1778).
- Marzo: Pierre Corneille Van Geel, sacerdote católico belga, botánico, explorador y experto en orquídeas (n. 1796).

### Abril
- 3 de abril: François Carlo Antommarchi, médico francés de Napoleón de 1818 hasta su muerte en 1821 (n. 1780).
- 3 de abril: Georg Dubislav Ludwig von Pirch, teniente general prusiano que luchó en las guerras napoleónicas (n. 1763).
- 6 de abril: José Bonifacio, naturalista, estadista, poeta y político brasileño (n. 1763).
- 9 de abril: Piet Uys, líder sudafricano Voortrekker durante el Gran Trek (n. 1797).
- 12 de abril: Johann Adam Möhler, historiador y teólogo católico alemán (n. 1796).
- 12 de abril: Hipólito Francisco de Villegas, hidalgo rioplatense, diputado y ministro de Hacienda de Chile (n. 1761).
- 14 de abril: Rafael Pérez de Guzmán, militar y torero español, muerto por bandoleros (n. 1803).
- 17 de abril: Johanna Schopenhauer, novelista alemana, madre del filósofo Arthur Schopenhauer (n. 1766).
- 18 de abril: Mariana Starke, escritora de viajes inglesa (n. 1762).[76]
- 22 de abril: Johan Baptist Spanoghe, botánico y explorador británico (n. 1798).
- 29 de abril: Luis María Salazar y Salazar, militar y político español, ministro de Marina en 1820 y de Defensa en 1825 (n. 1758).

### Mayo
- 1 de mayo: Antoine Louis Dugès, médico y naturalista francés (n. 1797).
- 1 de mayo: Francisco López de Quiroga, militar boliviano que combatió con Perú y con la Confederación Perú-Boliviana, y fue Prefecto de La Paz (n. 1787).
- 2 de mayo: Fernando de Aguilera y Contreras, grande de España que sirvió en la Casa Real (n. 1784).
- 10 de mayo: José Aparicio, pintor español de la escuela de pintura neoclásica (n. 1773).
- 11 de mayo: Thomas Andrew Knight, horticultor y botánico inglés (n. 1759).
- 11 de mayo: Ignaz von Rudhart, académico y funcionario público alemán, que sirvió como primer ministro del Consejo Privado del rey Oton I de Grecia (n. 1790).
- 11 de mayo: Alexander Murray, horticultor y botánico inglés (n. 1798).
- 12 de mayo: Jędrzej Śniadecki, escritor, médico, químico y biólogo polaco (n. 1768).
- 17 de mayo: René Caillié, viajero francés, primer europeo en volver de Tombuctú (n. 1799).
- 17 de mayo: Charles Maurice de Talleyrand, sacerdote, obispo, político, diplomático y estadista francés (n. 1754).
- 29 de mayo: Francisco Javier Borrull, jurista, escritor y político español alineado con los sectores reaccionarios (n. 1745).
- Mayo: Francisco Gómez (El Salvador): Gobernador de la República de El Salvador a finales de 1835 (n. 1796).

### Junio
- 4 de junio: Anselme Gaëtan Desmarest, zoólogo y escritor francés (n. 1784).
- 7 de junio: Laura Permon, duquesa de Abrantes, memorialista y novelista francesa (n. 1784).
- 7 de junio: Cipriano Barata, médico y político brasileño, que trabajó para la abolición de la esclavitud y la independencia de Brasil (n. 1762).
- 8 de junio: Joaquín Miguel Gutiérrez, político, masón y militar mexicano (n. 1796).
- 14 de junio: Maximilian von Montgelas, estadista bávaro, miembro de los Illuminati, que trabajó para el Electorado de Baviera (n. 1759).
- 15 de junio: Estanislao López, militar y caudillo argentino, Gobernador de la provincia de Santa Fe de 1818 a 1838 (n. 1786).
- 26 de junio: Agustín Vial Santelices, abogado y juez chileno, Vicepresidente de la República de Chile en 1826-1827 (n. 1772).
- 28 de junio: Carlos García y Bocanegra, abogado y político mexicano (n. 1788).
- 28 de junio: Friedrich Accum, químico alemán que trabajó en el alumbrado de gas y la vulgarización de la química para el gran público (n. 1769).
- 29 de junio: Diego Antonio de León y González de Canales, primer marqués de las Atalayuelas y héroe de la batalla de Bailén en 1808 (n. 1755).
- Junio: Nicolás Laguna, abogado y político argentino que participó en la independencia de Argentina, y fue gobernador de Tucumán (n. 1772).

### Julio
- 1 de julio: Johann Friedrich Adam, botánico ruso de origen alemán (n. 1780).
- 5 de julio: Jean Marc Gaspard Itard, médico pedagogo francés (n. 1774).
- 12 de julio: Clemente Ignacio Delgado Cebrián, religioso español, misionero en Vietnam desde 1790 hasta su martirio en 1838. Santo (n. 1762).
- 13 de julio: Juan Zelarayán, coronel argentino, que siendo comandante de la Fortaleza Protectora Argentina, se sublevó contra el caudillo Juan Manuel de Rosas en 1838 (n. 1790).
- 18 de julio: Pierre Louis Dulong, químico francés, que encontró la relación entre el calor específico de un elemento y su peso atómico (n. 1785).
- 19 de julio: Christmas Evans, ministro baptista galés No conformista y gran predicador (n. 1766).
- 21 de julio: Johann Mäzel, mecánico e inventor alemán (audífono de Bach,...) (n. 1772).
- 24 de julio: Frédéric Cuvier, paleontólogo, zoólogo y botánico francés (n. 1773).
- 28 de julio: Bernhard Henrik Crusell, clarinetista, compositor y traductor sueco-finlandés (n.1775).
- 31 de julio: José Musso, humanista, historiador, poeta y traductor español (n. 1785).

### Agosto
- 2 de agosto: Remexido, célebre guerrillero del Algarve portugués (n. 1797).
- 4 de agosto: Yusuf ibn Ali Karamanli, Pachá de Tripolitania, que declaró la guerra a Estados Unidos (n. 1766).[77]
- 17 de agosto: Lorenzo Da Ponte, poeta y libretista italiano, que trabajó en tres grandes óperas de Mozart (n. 1749).
- 17 de agosto: José Miguel Pey, estadista, abogado, militar, alcalde de Bogotá y primer gobernante criollo de Colombia (n. 1763).
- 21 de agosto: Adelbert von Chamisso, zoólogo, botánico, escritor y poeta del romanticismo alemán, de origen francés (n. 1781).
- 24 de agosto: Frasquita Larrea, escritora española e impulsora de una famosa tertulia romántica en Cádiz (n. 1775).
- 24 de agosto: Baldiri Riera, bibliotecario español de la Real Biblioteca del Palacio Real de Madrid (n. 1765).
- 26 de agosto: Jeanne-Elisabeth Bichier des Ages, santa y religiosa francesa, fundadora de la orden las Hijas de la Cruz (n. 1773).

### Septiembre
- 1 de septiembre: William Clark, militar, gobernador territorial y explorador estadounidense (n. 1770).
- 1 de septiembre: Gabriel de Mendizábal, general español que participó en la guerra de Independencia española (n. 1765).
- 5 de septiembre: Charles Percier, arquitecto francés que trabajó en el desarrollo del Estilo Imperio (n. 1764).
- 8 de septiembre: Pietro Rovelli, violinista y compositor italiano (n. 1793).
- 13 de septiembre: Federico de Hohenzollern-Hechingen, príncipe reinante de Hohenzollern-Hechingen y oficial napoleónico (n. 1776).
- 27 de septiembre: Bernard Courtois, químico francés, que aisló la morfina y descubrió el yodo (n. 1777).
- Septiembre: Rafael Hortiguera, militar argentino de la guerra de independencia y las guerras civiles argentinas (n. 1775).

### Octubre
- 1 de octubre: José Agustín Molina, sacerdote católico argentino que apoyó la Revolución de Mayo y fue obispo de Tucumán (n. 1773).[78]
- 1 de octubre: Ramón Pardiñas, militar español con el grado de brigadier en el bando cristino en la guerra carlista, y político diputado en las Cortes (n. 1802).
- 3 de octubre: Halcón Negro (jefe tribal), líder y guerrero de la tribu sauk, que peleó con los británicos en la guerra anglo-estadounidense de 1812 (n. 1767).
- 5 de octubre: Pauline Léon, activista radical y feminista de la Revolución Francesa (n. 1768).
- 6 de octubre: Pierre Martin Rémi Aucher-Éloy, farmacéutico y botánico francés, que recolectó plantas por el Asia Menor, Oriente Medio,... (n. 1792).
- 11 de octubre: Adolf Martin Schlesinger, editor musical alemán muy influyente a comienzos del siglo XIX (n. 1769).
- 15 de octubre: Letitia Elizabeth Landon, poetisa de la escuela lakista y novelista inglesa (n. 1802).
- 20 de octubre: Encarnación Ezcurra, política argentina, esposa de Juan Manuel de Rosas, caudillo de la Confederación Argentina (n. 1795).
- 23 de octubre: Joseph Lancaster, cuáquero inglés y reformista de la educación pública (n. 1778).
- 27 de octubre: Francisco Altés y Casals, dramaturgo, poeta y periodista español (n. 1780).

### Noviembre
- 7 de noviembre: Lucas Obes, político uruguayo de origen argentino, ministro de Hacienda y ministro de Relaciones Exteriores después de la independencia de Uruguay (n. 1782).[79]
- 10 de noviembre: Ivan Kotlyarevsky, poeta y escritor ucraniano (n. 1769).
- 12 de noviembre: Alejandro Heredia, militar y político argentino, gobernador y caudillo de Tucumán (n. 1794).
- 14 de noviembre: José Ferreira Borges, jurista, economista y político portugués (n. 1786).
- 27 de noviembre: Ignacio Labastida, ingeniero y militar mexicano, muerto durante la guerra de los Pasteles (n. 1806).

### Diciembre
- 8 de diciembre: David Buchan, oficial escocés de la Marina Real, administrador y juez colonial y explorador del Ártico (n. 1780).
- 9 de diciembre: René-Pierre Choudieu, político revolucionario francés (n. 1761).
- 10 de diciembre: Carl Friedrich von Beyme, jurista y político de Prusia, que ejerció de primer ministro y ministro de Justicia (n. 1765).
- 15 de diciembre: Émile Léger, matemático francés (n. 1795).
- 17 de diciembre: Kristine Aas, artista y filántropa noruega (n. 1791).
- 19 de diciembre: Jerónimo Helguera, militar argentino de la guerra de independencia y guerras civiles argentinas (n. 1794).
- 20 de diciembre: Kaspar Maria von Sternberg, teólogo, mineralogista y botánico de Bohemia, fundador de la paleontología (n. 1761).
- 20 de diciembre: François Pouqueville, diplomático, escritor, explorador e historiador francés (n. 1770).
- 25 de diciembre: Antonia María Verna, religiosa italiana, fundadora de la Congregación de las Hermanas de Caridad de la Inmaculada Concepción de Ivrea (n. 1773).
- 27 de diciembre: Constantino de Löwenstein-Wertheim-Rosenberg, Príncipe heredero de esa región (n. 1802).
- 28 de diciembre: Curvo Semedo, poeta portugués del movimiento Nova Arcádia (n. 1766).
- Diciembre: Manuel Barreiro, sacerdote católico uruguayo, que participó activamente en la independencia de Uruguay (n. 1787).

### Fechas desconocidas
- Alekséi Veliamínov, teniente general ruso que destacó en las guerras napoleónicas y la guerra del Cáucaso (n. 1785).
- Abraham González, general argentino de la guerra de independencia y las guerras civiles de su país, y gobernador de Tucumán (n. 1782).
- José Justo Milla, militar hondureño que fue jefe de Estado de Honduras entre 1824 y 1827 (n. 1794).
- José Tomás Varas, militar y político argentino, primer gobernador de la provincia de San Luis en 1820 (n. 1765).
- Salvador Gutiérrez de León, escultor español especializado en escultura costumbrista, religiosa y procesionista (n. 1777).[80]
- Santos Vega, gaucho payador argentino.[81]